# St. Theresia (Münster)

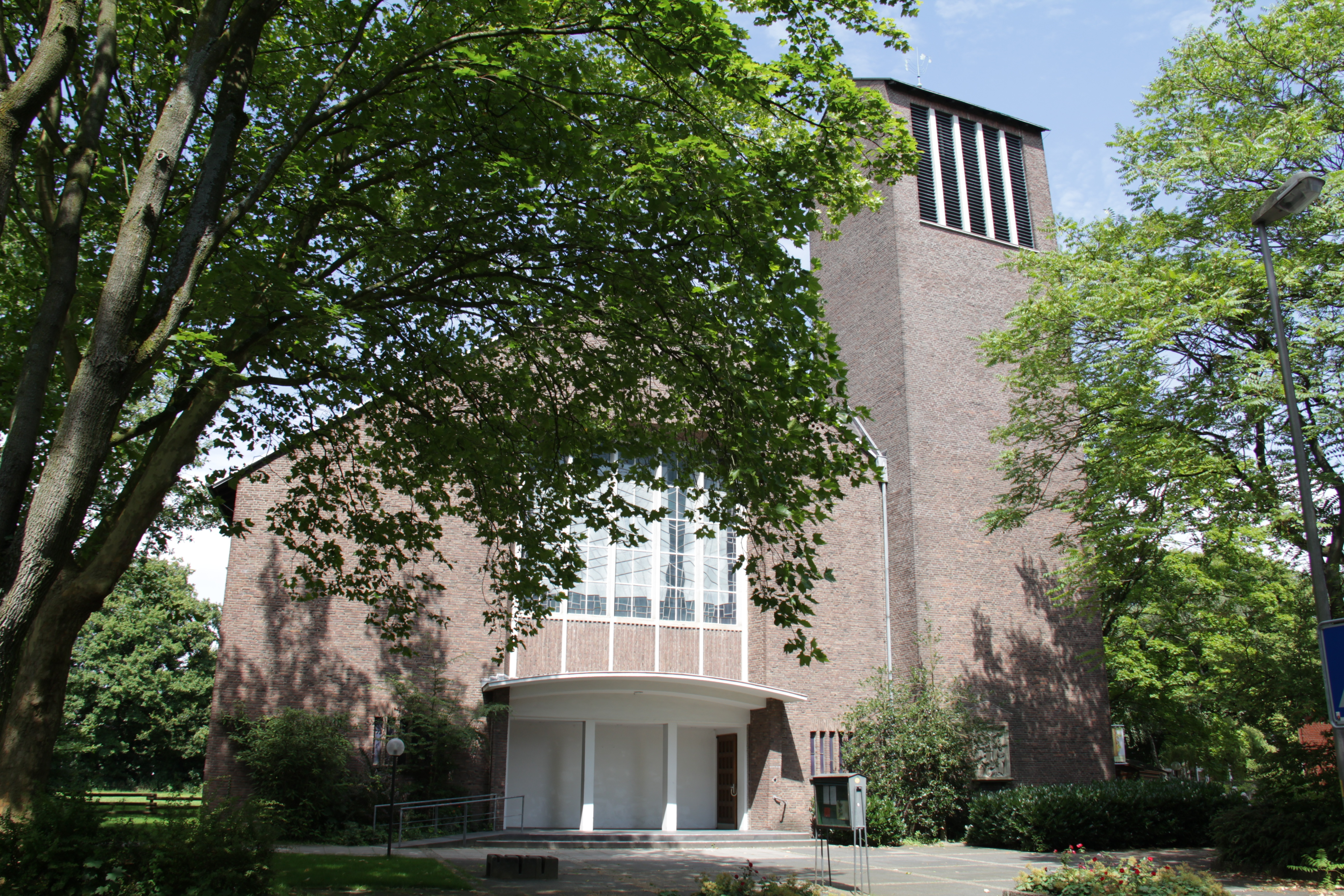
St.-Theresien-Kirche, Münster

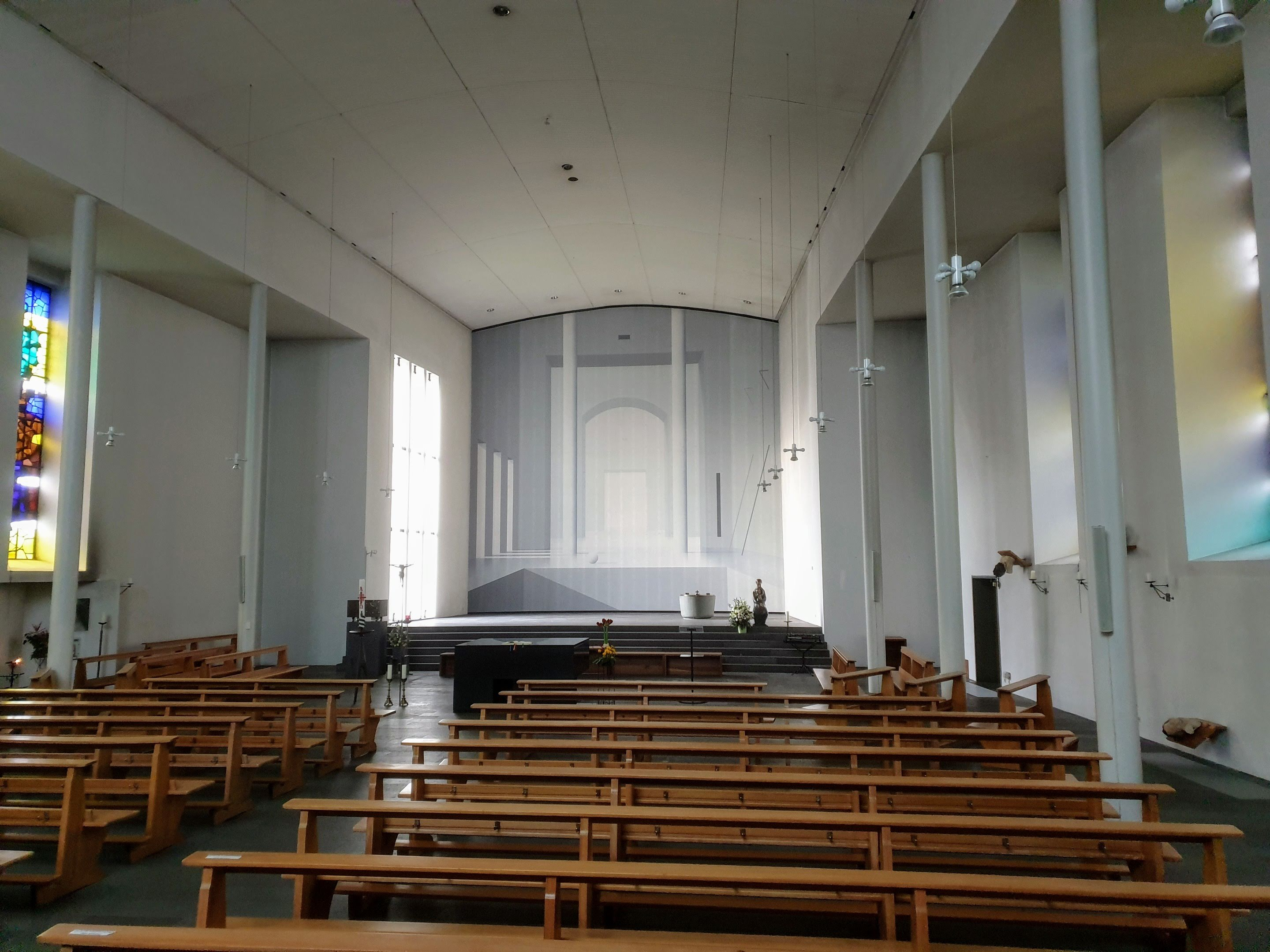
Innenansicht

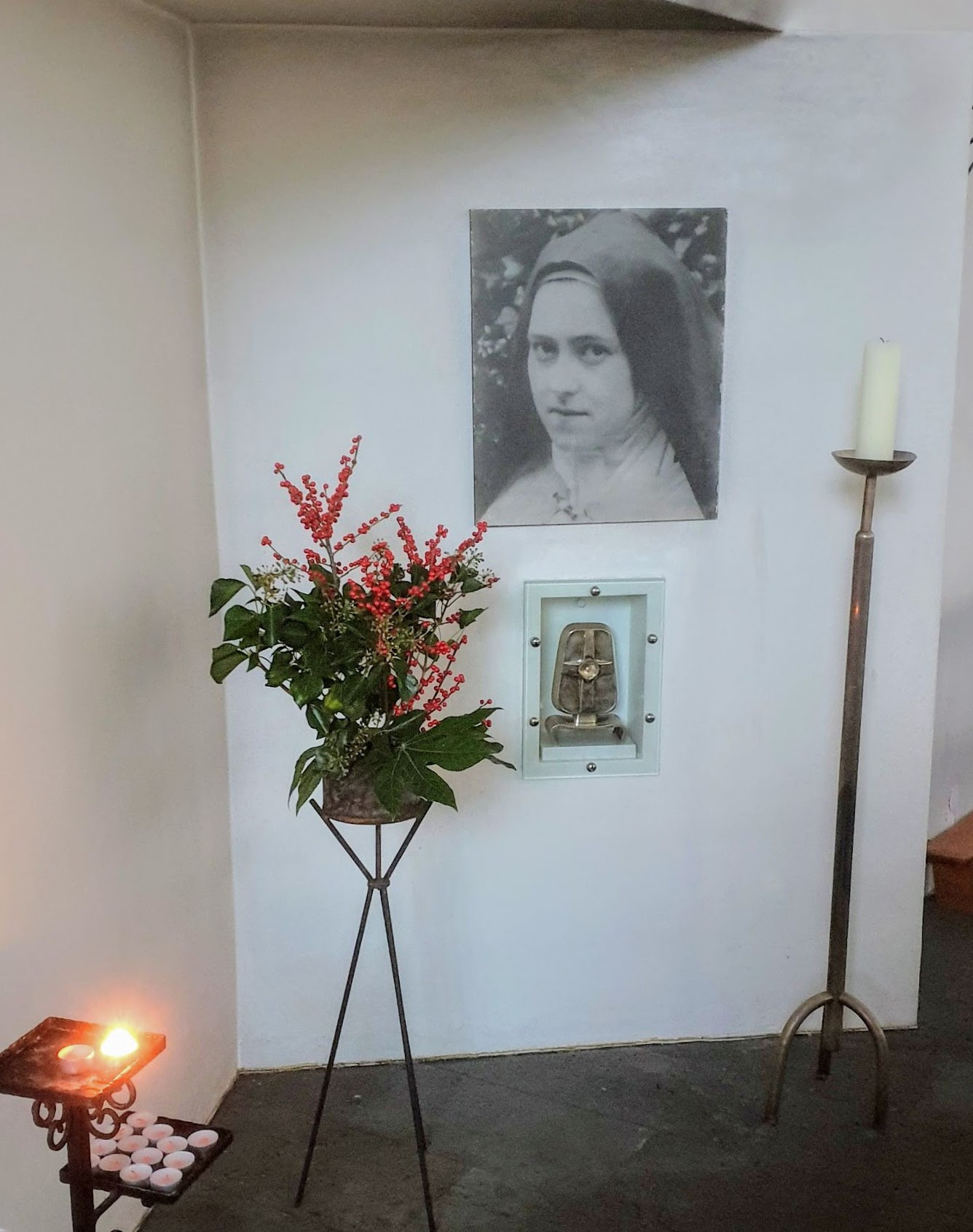
Andachtsstelle zur Heiligen Theresia von Lisieux

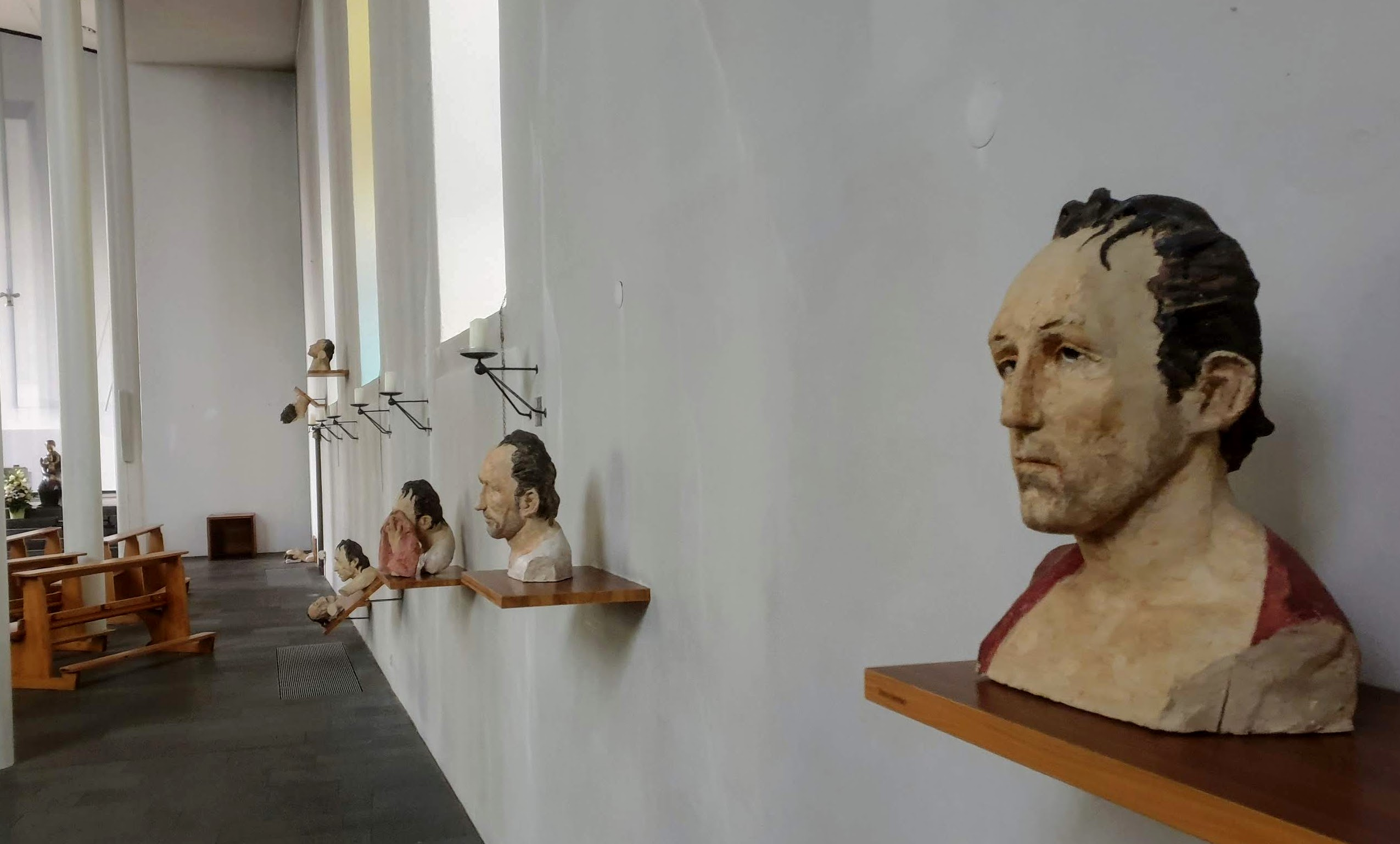
Kreuzweg von Silke Rehberg

Die katholische St.-Theresien-Kirche befindet sich im westfälischen Münster im Stadtteil Sentrup. Sie trägt das Patrozinium der heiligen Therese von Lisieux und ist seit 9. März 2014 Filialkirche der Pfarrei Liebfrauen-Überwasser im Stadtdekanat Münster des Bistums Münster.

## Architektur
Die Backstein-Hallenkirche mit einem massiven querrechteckigen Turm wurde 1956 nach Plänen des Architekten W. Schröter erbaut und 1995–1996 nach Plänen der Architektengemeinschaft Baumewerd im Inneren umgestaltet. Der von Erwin Heerich geschaffene Altar ist aus dem höher liegenden Chorraum in die Mitte des Kirchenraumes vorgelagert worden. Die Chorwand wurde ganzflächig mit einer Leinwand bespannt, auf welcher der Künstler Ben Willikens ein in diversen Grautönen gehaltenes Wandbild aufmalte. Es vermittelt eine räumliche Illusion und zeigt über einer trapezförmigen Grube eine Folge von Räumen, die auf ein helles Tor zulaufen.

## Ausstattung
Von der Ausstattung fällt besonders der Kreuzweg ins Auge, den Silke Rehberg mit Kopfskulpturen nach dem Modell des Schauspielers Karl Markovics stark abweichend von der Tradition gestaltete.

## Orgel
Die Orgel wurde in den 1960er Jahren von dem Orgelbauer Franz Breil (Dorsten) erbaut. Das Schleifladen-Instrument mit mechanischer Traktur steht ebenerdig an der Rückwand der Kirche. Es hat 6 Register auf einem Manualwerk und Pedal. Die Disposition lautet wie folgt:
| Manual C–g3 |               |    |
| 1.          | Gedackt       | 8′ |
| 2.          | Prinzipal     | 4′ |
| 3.          | Rohrflöte     | 4′ |
| 4.          | Waldflöte     | 2′ |
| 5.          | Mixtur II-III | 1′ |

| Pedal C–f1 |        |     |
| 6.         | Subbaß | 16′ |

- Koppel: I/P
- geteilte Schleifen bei h0/c1

## Pfarrgemeinde
Pfarrer der Gemeinde war von März 1969 bis Juni 1988 Bernhard Niehues, der von 1958 bis 1961 Privatsekretär von Bischof Michael Keller war. Sein Nachfolger wurde 1988 Ferdinand Schumacher.